# Михайловка
Михайловка (на руски: Михайловка) е село в Кантемировски район на Воронежка област на Русия. Разположено е на река Белой, на 35 km от Кантемировка.
Административен център на селището от селски тип Михайловское.

## География

### Улици
| - ул. Будённого, - ул. Городок, - ул. Заречная, - ул. Красных Партизан, - ул. Крупской, - ул. Октябрьская, | - ул. Первомайская, - ул. Садовая, - ул. Советская, - ул. Солнечная, - ул. Школьная, - ул. Юбилейная. |

## История
Михайловка е основана през първата половина на 18 век на земи, принадлежащи на помешчика Тевяшов. Първоначалното име на селшщето е Степная Михайловка, впоследствие – Михайловка, по името на корнет Михаил Тевяшов.
През 1780 г. в селото е построена каменна църква, а по това време е имало 274 къщи. През 1861 г. в селото е построена фабрика за дестилиране, през 1871 г. е открит фелдшерски пункт, четири години по-късно и лечебница. През 1877 г. е открито земско училище, последвано от енорийско училище през 1903 г. В селото има 426 къщи и 3055 жители.
В края на декември 1917 г. в селото е установена съветска власт.
През 1924 г. Михайловка става център на едноименния район. През 1926 г. в селото има 613 къщи и 2987 жители, пощенски клон, амбулатория, училище с 5 учители, детски дом за безпризорни, болница със 17 легла.
По данни от 1995 г. в селото има 413 къщи и 1030 жители, училище за 200 ученици с 22 учители, болница с 25 легла и 13 души медицински персонал, аптека, столова, баня, библиотека, музикално училище.

## Население
| 2010 |
| ---- |
| 928  |